# Geisenfeld
Geisenfeld – miasto w Niemczech, w kraju związkowym Bawaria, w rejencji Górna Bawaria, w regionie Ingolstadt, w powiecie Pfaffenhofen an der Ilm, siedziba wspólnoty administracyjnej Geisenfeld. Leży około 20 km na północny wschód od Pfaffenhofen an der Ilm, nad rzeką Ilm, przy drodze B300.

## Dzielnice
W skład miasta wchodzą następujące dzielnice:
- Engelbrechtsmünster
- Gaden z Wasenstadt i Furthof
- Geisenfeld
- Geisenfeldwinden
- Ilmendorf z Einberg
- Nötting
- Parleiten z Eichelberg, Holzleiten i Scheuerhof
- Rottenegg z Hornlohe, Moosmühle i Brunn
- Schillwitzried z Schillwitzhausen, Schafhof i Gießübel
- Untermettenbach z Obermettenbach
- Unterpindhart z Kolmhof, Untereulenthal i Obereulenthal
- Zell mit Ainau

## Demografia
- 1811: 955 mieszkańców
- 1885: 2 032
- 1900: 1 849
- 1916: 1 767
- 1919: 2 056
- 1925: 2 094
- 1939: 2 338
- 1945: 3 054
- 1949: 3 481
- 1960: 2 825
- 1966: 3 241
- 1969: 3 267
- 1971: 5 308
- 1978: 7 124
- 1980: 7 124
- 1990: 8 021
- 1995: 8 817
- 2000: 9 280
- 2004: 9 634
- 2005: 9 645
- 2006: 9 707

### Struktura wiekowa
Dane o ludności z 31 grudnia 2008:
| Opis                                | Ogółem | Ogółem | Kobiety | Kobiety | Mężczyźni | Mężczyźni |
| ----------------------------------- | ------ | ------ | ------- | ------- | --------- | --------- |
| Jednostka                           | osób   | %      | osób    | %       | osób      | %         |
| Populacja                           | 9874   | 100    | 4820    | 48,82   | 5054      | 51,18     |
| Wiek przedprodukcyjny (0–17 lat)    | 2004   | 20,3   | 964     | 9,76    | 1040      | 10,53     |
| Wiek produkcyjny (18–65 lat)        | 6265   | 63,45  | 2975    | 30,13   | 3290      | 33,32     |
| Wiek poprodukcyjny (powyżej 65 lat) | 1605   | 16,25  | 881     | 8,92    | 724       | 7,33      |

## Polityka
Burmistrzem miasta jest Christian Staudter z USB, rada gminy składa się z 20 osób.
|      | CSU | SPD | FW | UL | CD | USB | Razem |
| 2008 | 7   | -   | 6  | 2  | 1  | 4   | 20    |
| 2002 | 6   | 5   | 6  | 2  | 1  | -   | 20    |